# Llista de matemàtiques

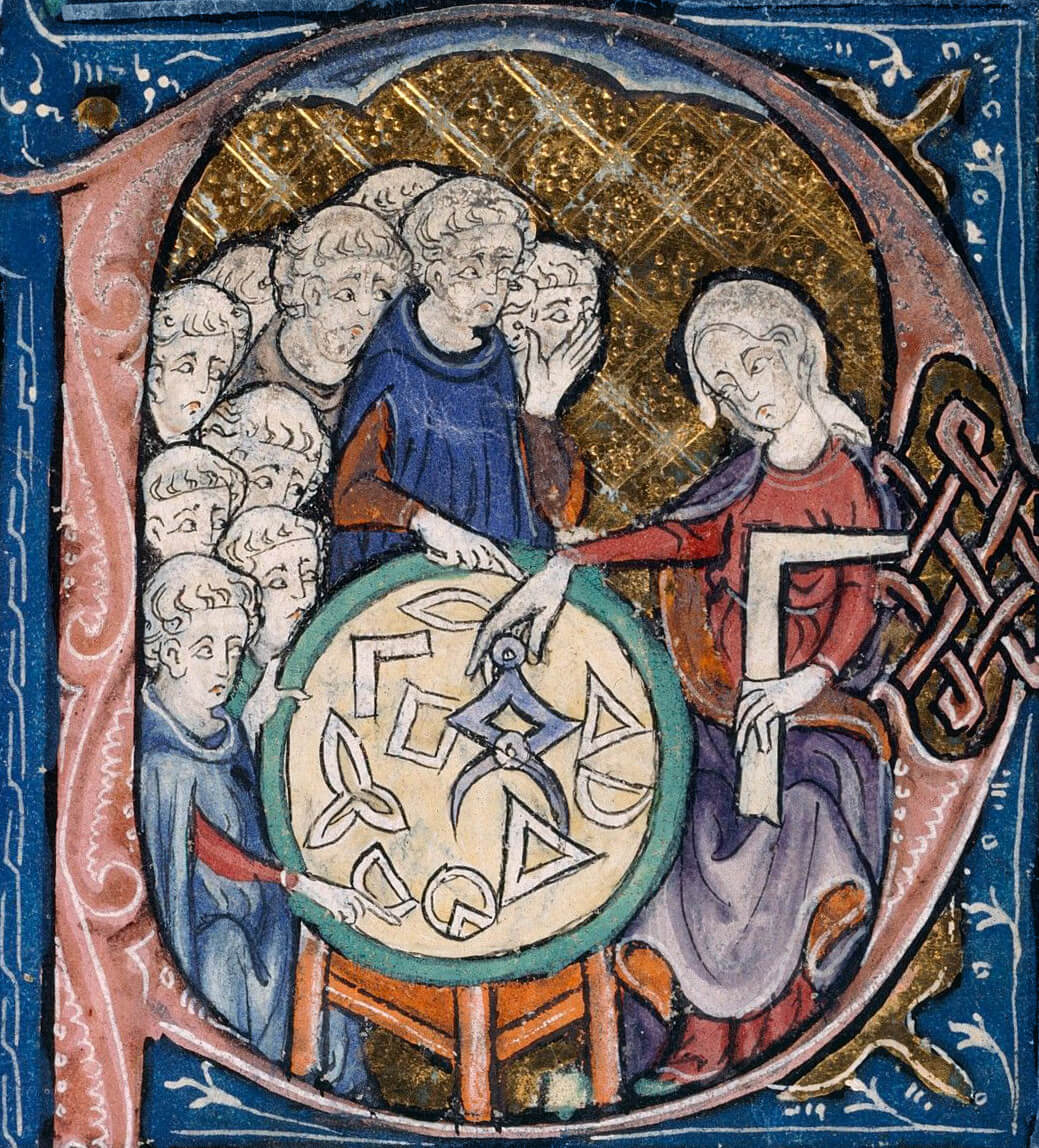
Una dona (en realitat, l'al·legoria de la geometria) ensenyant a uns frares

La llista de matemàtiques inclou moltes dones que han destacat en les matemàtiques, tot i que, com sol passar en les diverses disciplines científiques, es tracta d'un àmbit fortament masculinitzat.

## Llista
- Ada Lovelace (1815-1852) va finançar, junt amb altres persones, Charles Babbage per a la construcció de la primera calculadora.
- Agnes Sime Baxter Hill (1870-1917)
- Maria Assumpció Català i Poch
- Charlotte Barnum.
- Cecilia Krieger.
- Claire Voisin (1962-), membre de l'Acadèmia de Ciències de França, conferenciant al Congrés Internacional de Matemàtics el 2010.
- Emmy Noether (1882-1935) descobrí i demostrà el teorema de Noether i contribuí de manera essencial a la creació i al desenvolupament de l'àlgebra estructural.
- Eva Tardos.
- Florence Nightingale (Itàlia, 1820-1910) va aplicar l'estadística a l'epidemiologia i al camp sanitari.
- Gabrielle Émilie Le Tonnelier de Breteuil, anomenada Émilie du Châtelet (1706-1749).
- Gertrude Blanch.
- Grace Chisholm Young.
- Griselda Pascual
- Susan Jane Cunningham (Estats Units, 1842–1921).
- Hilda Geiringer.
- Huguette Delavault (1924-2003).
- Hipàcia (Alexandria, vers 370-415).
- Jacqueline Ferrand (1918-2014).
- Julia Robinson (1919-1985).
- Laure Saint-Raymond (1975-).
- Lenore Blum.
- Louise Schmir Hay (Estats Units, 1935-1989).
- Grete Kahn (Alemanya, 1880-1942), una de les primeres doctores d'Alemanya, deportada i assassinada el 1942.
- Maria Agnesi (Itàlia, 1718-1799).
- Marianna Csörnyei.
- Marie-Charlotte de Romilley de la Chesnelaye.
- Marie-Hélène Schwartz (1913-2013), casada amb el matemàtic Laurent Schwartz.
- Marie-Louise Dubreil-Jacotin (1905-1972).
- Marta Sanz Solé
- Maryam Mirzakhani (1977-2017), primera i única dona, per ara, guanyadora de la Medalla Fields.
- Mary Cartwright (Anglaterra, 1900-1998) va destacar pels seus treballs en la teoria del caos.
- Mary Ellen Rudin.
- Michèle Artigue (1946-).
- Nalini Anantharaman (1976-), premi Henri Poincaré exaequo el 2012, i medalla de plata del CNRS el 2013.
- Nicole Desolneux-Moulis (1943-1999).
- Nicole El Karoui (1944-).
- Pilar Bayer
- Paulette Libermann (1919-2007).
- Rózsa Péter (1905-1977).
- Ruth Moufang (1905-1977), primera dona alemanya docent universitària especialista en geometria projectiva.
- Sheila Scott Macintyre.
- Sófia Kovalévskaia (1850-1891) contribuí a la teoria de les equacions diferencials.
- Sophie Germain (1777-1831) en teoria de nombres ha aportat notables resultats relatius al gran teorema de Fermat i és la "mare" d'una forma particular de nombre primer, el nombre primer de Sophie Germain.
- Suzan Kahramaner (1913-2006).
- Sylvia Serfaty (1975-), premi Henri Poincaré exaequo el 2012.
- Tatjana Pavlovna Ehrenfest (1905-1984)
- Yvonne Choquet-Bruhat (1923-) descobrí l'existència i unicitat de la solució de la teoria de la gravitació d'Einstein.
- Rebeca Guber, de soltera Rebeca Cherep, introductora dels computadors a l'Argentina

### Llocs externs
- Biographies of Women Mathematicians (anglès).
- Femmes scientifiques[Enllaç no actiu] (francès).